# Calinda lineata
Calinda lineata är en insektsart som beskrevs av Blanchard 1852. Calinda lineata ingår i släktet Calinda och familjen spetsbladloppor. Inga underarter finns listade i Catalogue of Life.